# Zweite Schlacht von Drepana
Agrigent – Mylae – Liparische Inseln – Sulci – Tyndaris – Kap Ecnomus – Aspis – Adys – Tunes – Kap Bon – Panormus – Drepana I – Drepana II – Ägatische Inseln
Die Zweite Schlacht von Drepana oder Belagerung von Drepana war ein Gefecht zwischen Römern und Karthagern um 243 v. Chr.

## Vorgeschichte
Die Römer hatten 244 v. Chr. im Ersten Punischen Krieg nun die Oberhand, da Karthago für große militärische Aktionen nun zahlungsunfähig war. Also zogen die römischen Legionen auf Sizilien umher und plünderten das Land aus. Nur Drepana schien noch aufgrund der guten Verteidigungswälle uneinnehmbar. Die römischen Offiziere fingen mit dem Bau großer Belagerungsmaschinen an und machten sich daran, die Stadt durch Abschneidung der Versorgung aushungern zu lassen. 

## Die Schlacht
Nach kurzer Belagerungszeit war den Bewohnern der Stadt klar, dass auf keine Hilfe mehr zu hoffen sei, da die karthagische Militärkasse leer war und keine Entsatztruppen nach Drepana geschickt würden. Doch es waren keine unter den eingesperrten Karthagern, die nun den Heldentod sterben wollten. Man wartete, bis die römischen Belagerungsmaschinen fertig waren, und lief dann ohne Waffen zum Feind. Die römische Reaktion war im Verhältnis zu anderen Schlachten milde, einige wurden hingerichtet, der Rest der Karthager in die Sklaverei verkauft.

## Folgen
Diese Schlacht hatte keine großen territorialen Folgen, vielmehr zeigte sie, dass die karthagische Zivilbevölkerung zu Ende des Ersten Punischen Krieges kriegsmüde war. Erst einige Jahre später kam wieder ein karthagischer General, der in diesem Krieg noch etwas für die Karthager gewinnen konnte: Hamilcar.